# Połchowo (województwo pomorskie)
Połchowo (kaszb. Pôłchòwò, niem. Polchau) – wieś kaszubska w Polsce położona w województwie pomorskim, w powiecie puckim, w gminie Puck na Kępie Puckiej i na wschodnim krańcu Puszczy Darżlubskiej. Wieś jest siedzibą sołectwa, w którego skład do 31 grudnia 2009 wchodziły również Moście Błota (od 1 stycznia 2010 są one częścią Redy).
Wieś królewska w starostwie puckim w powiecie puckim województwa pomorskiego w II połowie XVI wieku. W latach 1975–1998 miejscowość położona była w województwie gdańskim.

## Historia
- Połchowo powstało przed 1303 r., była to osada książęca
- 1308–1466 r. – pod panowaniem krzyżackim
- 1466 r. – na mocy pokoju toruńskiego (po wojnie 13-letniej) wraca do Polski
- od 1772 r. – I rozbiór Polski (obszar zaboru pruskiego)
- 1914 r. – pierwsze ujęcie wody dla Połchowa. Odwiert został wykonany w Sławotówku (nadal znajdują się tam pozostałości po przepompowni). Początkowo pompę napędzała turbina wiatrowa zamieniona na silniki spalinowe Diesla. Po wkroczeniu na te ziemie Rosjan silniki te zostały zniszczone. W ostatniej fazie były wykorzystane silniki elektryczne. Woda z ujęcia była tłoczona rurami do wieży ciśnień (kilkukilometrowy rurociąg).
- od 1919–1939 należy do Polski (okres II Rzeczypospolitej)
- 1939–1945 r. – pod okupacją niemiecką (zostało zaanektowane do III Rzeszy)
- 13.03.1945 r. – wyzwolenie spod okupacji niemieckiej. Po wyzwoleniu wioska należała do gminy Puck. Powiat morski z siedzibą w Wejherowie.
- 1948 r. – Pan Wojewski dokonuje parcelacji części swego gospodarstwa i powstaje nowe osiedle (dzisiejsza ulica Sportowa, Ogrodowa i Dworcowa).
- do 1955 r. – najwyższą władzę administracyjną w miejscowości pełnił sołtys. Pierwszym powojennym sołtysem był Jan Stefanów.
- 1955 r. – powstała Gromadzka Rada Narodowa. Jej biura mieściły się w prywatnym budynku Stefanowa (ul. Polna). Jej pierwszym przewodniczącym był Kreft z Rekowa Górnego. Potem siedzibą G.R.N. był budynek, który Państwo przejęło po rodzinie Magreau.
- 1957 r. – rozpoczyna działalność biblioteka publiczna
- 1958/59 r. – budowa nowej szkoły przy ulicy Dworcowej
- 1959 r. – powstaje wodociąg na nowym osiedlu
- 1960 r. – wykonano oświetlenie ulic
- 1962 r. – wybudowano szosę łączącą Połchowo z trasą Reda-Hel